# District d'Esenguly
Le district d'Esenguly est un district du Turkménistan situé dans la province de Balkan. 
Son centre administratif est la ville d'Esenguly (en).